# Gu Hong
Pour les articles homonymes, voir Gu.
Dans ce nom chinois, le nom de famille, Gu, précède le nom personnel.
Gu Hong (en chinois : 谷红 ; pinyin : Gǔ Hóng) est une boxeuse chinoise née le 6 novembre 1988. Elle est vice-championne olympique en -69 kg en 2020 à Tokyo.

## Palmarès

### Jeux olympiques
- Médaille d'argent en -69 kg en 2020 à Tokyo, Japon face à Busenaz Sürmeneli [1].

### Championnats du monde de boxe amateur
- Médaille d'argent en -69 kg en 2018
- Médaille d'argent en -69 kg en 2016

### Jeux asiatiques
- Médaille d'or en -69 kg, en 2019
- Médaille d'or en -69 kg, en 2017
- Médaille d'or en -69 kg, en 2015